# Амбој (Минесота)
Амбој (енгл. Amboy) град је у америчкој савезној држави Минесота.

## Демографија
По попису из 2010. године број становника је 534, што је 41 (-7,1%) становника мање него 2000. године.
| Група             | 2000.       | 2010.       |
| Белци             | 558 (97,0%) | 496 (92,9%) |
| Афроамериканци    | 0 (0,0%)    | 7 (1,3%)    |
| Азијати           | 1 (0,2%)    | 2 (0,4%)    |
| Хиспаноамериканци | 8 (1,4%)    | 27 (5,1%)   |
| Укупно            | 575         | 534         |